# Николаос Кондогурис
Николаос Аристомени Кондогурис, известен като капитан Синис (на гръцки: Νικόλαος Αριστομένη Κοντογούρης, καπετάν Σίνης), е гръцки офицер и деец на гръцката въоръжена пропаганда в Македония.

## Биография
Роден е в Патра в 1878 година в голямото семейство Кондогурис. Син е на Аристоменис Кондогурис и Виктория Сисини. Правнук е на Маркос Боцарис и на Николаос Кондогурис, дългогодишен консул в Патра.
Брат му Филипос Кондогурис е гръцки подконсул в Битоля и го привлича за участие във въоръжената пропаганда. Постъпва в консулството като служител и под псевдонима капитан Синис участва в организационната работа на гръцкия революционен комитет.
В 1910 година е депутат и подкрепя налагането на димотики. През 1912 г. подава оставка и става доброволец в гръцката армия. Достига до чин капитан. Загива през юли 1913 година в Битката за Кресненския пролом няколко часа преди примирието.
- Филипос и Николаос Кондогурис, вероятно в консулството в Солун
- Николаос Кондогурис в консулството в Солун
- Николаос Кондогурис, П. Сарос, Василиос Агорастос, Георгиос Хонеос и Сп. Полихрониадис